# Hemionitis tomentosa
Hemionitis tomentosa är en kantbräkenväxtart som först beskrevs av Jean-Baptiste Lamarck, och fick sitt nu gällande namn av Giuseppe Raddi. Hemionitis tomentosa ingår i släktet Hemionitis och familjen Pteridaceae. Inga underarter finns listade.